# 니시지마 다이스케
니시지마 다이스케(일본어: 西島大介, 1974년 10월 5일 ~ )는 일본의 만화가이며 삽화가이다. 《디엔비엔푸》과 《세계의 끝과 마법사》 등의 작자로 널리 알려져 있다. 도쿄도 출신이다.
DJ 마호쓰카이(DJまほうつかい) 명의로 음악 활동도 하고있다.